# ISO 3166-2:LY

Munizipien in Libyen

Die Liste der ISO-3166-2-Codes für  Libyen enthält die Codes für die 22 Munizipien seit 2007.

Die Codes bestehen aus zwei Teilen, die durch einen Bindestrich voneinander getrennt sind. Der erste Teil gibt den Landescode gemäß ISO 3166-1 (für  Libyen LY), der zweite den Code für das Munizip (Shabiyah) wieder.
Die aktuellen Codes stehen auf der Seite der ISO unter #iso:code:3166:LY zur Verfügung.

| Munizip               | Code  |
| --------------------- | ----- |
| al-Butnan             | LY-BU |
| al-Dschabal al-Achdar | LY-JA |
| al-Dschabal al-Gharbi | LY-JG |
| al-Dschifara          | LY-JI |
| al-Dschufra           | LY-JU |
| al-Kufra              | LY-KF |
| al-Mardsch            | LY-MJ |
| al-Murgub             | LY-MB |
| al-Wahat              | LY-WA |
| an-Nuqat al-Chams     | LY-NQ |
| az-Zawiya             | LY-ZA |
| Benghazi              | LY-BA |
| Darna                 | LY-DR |
| Ghat                  | LY-GT |
| Misrata               | LY-MI |
| Murzuk                | LY-MQ |
| Nalut                 | LY-NL |
| Sabha                 | LY-SB |
| Surt                  | LY-SR |
| Tripolis              | LY-TB |
| Wadi al-Haya          | LY-WD |
| Wadi asch-Schati'     | LY-WS |